# Sony α33
Sony α33 (oznaczenie fabryczne SLT-A33) – lustrzanka cyfrowa, jedna z dwóch z nowej linii oznaczonej SLT (obok Sony α55), przeznaczona dla zaawansowanych użytkowników, wyprodukowana przez firmę Sony i dostępna na rynku od sierpnia 2010. Wyposażona jest w matrycę CMOS o efektywnej rozdzielczości 14,2 megapiksela (APS-C), ruchomy ekran LCD o przekątnej 3 cali i rozdzielczości 931 tys. punktów. Znajduje się w nim między innymi także półprzepuszczalne lustro, zapewniające możliwość ciągłego, automatycznego ostrzenia w trybie filmowym. Lustro to pozwala także na zwiększenie ilości zdjęć na sekundę aż do 10. Aparat posiada wyjścia USB oraz HDMI. Jest czwartym modelem z możliwością rejestracji filmów 1080p.
Aparat posiada bagnet na obiektywy rodziny Sony Alfa, dzięki czemu współpracuje z obiektywami Konica Minolta. Posiada wbudowaną, chowaną lampę błyskową. Wbudowany w korpus aparatu system SteadyShot umożliwia redukcję drgań matrycy również przy wykonywaniu fotografii z użyciem obiektywów nieposiadających wewnętrznej stabilizacji (np. obiektywach amatorskich lub pochodzących z lustrzanek analogowych M42 – mocowanych z pomocą adaptera Sony Alfa/Konica Minolta do M42).
We wrześniu 2010 r. firma Sony opublikowała notę serwisową dotyczącą aparatów Sony α33 i Sony α55 wyposażonych w półprzepuszczalne lustro. Problem opisany w nocie dotyczy nadmiernego nagrzewania się matrycy CMOS aparatów w trybie wideo, co powoduje automatyczne wyłączenie się go. W zależności od temperatury otoczenia oraz tego czy stabilizacja matrycy jest włączona, czas po którym aparat wyłącza się wynosi od 6 do ok. 30 min.

## Cechy aparatu
- półprzepuszczalne, nieruchome lustro
- stabilizacja matrycy wbudowana w korpusie
- uchylny wyświetlacz wysokiej jakości
- tryb Live View z szybkim autofokusem
- możliwość rejestracji filmów w jakości Full HD
- wydajny akumulator
- interfejsy USB i HDMI
- niskie szumy przy wysokich wartościach ISO
- funkcja automatyki HDR